# Myrna Bustani
Myrna Bustani, född 1937, är en libanesisk entreprenör. Hon är känd som den första kvinnan i Libanons parlament. 
Hon blev 1963 den första kvinnan i sitt lands parlament. Hon valdes att fylla sin fars plats i parlamentet sedan han hade avlidit under sin mandatperiod. Genom detta blev hon den första kvinnan i Libanons parlament. 
Bustani satt bara till 1964 och ställde inte upp för omval utan avslutade sin politiska karriär. Hon förblev länge unik i Libanon: ingen mer kvinna valdes in i parlamentet förrän Nayla Moawad 1991. Myrna Bustani ansåg själv att hennes tid i parlamentet bara var en obetydlig episod i hennes liv, då hon inte tyckte om erfarenheten utan främst var affärskvinna. 